# Boilerplate code
Boilerplate code is code die regelmatig, met weinig variatie, terugkeert bij het programmeren.

## Voorbeeld
In dit voorbeeld staat twee keer de code om een dataklasse Hond te maken met twee velden: de string-naam en de int-leeftijd.
In het eerste voorbeeld staat deze code met boilerplate code en in het tweede zonder.

In Java met boilerplate code:
```
class
 
Hond
 
{

    
private
 
String
 
naam
;

    
private
 
int
 
leeftijd
;

    

    
public
 
Hond
(
String
 
naam
,
 
int
 
leeftijd
)
 
{

        
this
.
naam
 
=
 
naam
;

        
this
.
leeftijd
 
=
 
leeftijd
;

    
}

    

    
public
 
String
 
getNaam
(){

        
return
 
naam
;

    
}

    

    
public
 
void
 
setNaam
(
String
 
naam
)
 
{

        
this
.
naam
 
=
 
naam
;

    
}

    

    
public
 
int
 
getLeeftijd
()
 
{

        
return
 
leeftijd
;

    
}

    

    
public
 
void
 
setLeeftijd
(
int
 
leeftijd
)
 
{

        
this
.
leeftijd
 
=
 
leeftijd
;

    
}

}

```

In Kotlin zonder boilerplate code:
```
class
 
Hond
(
var
 
naam
:
 
String
,
 
var
 
leeftijd
:
 
Int
)

```

Hier geeft var aan dat de methoden getNaam, setNaam, getLeeftijd en setLeeftijd moeten worden toegevoegd.